# 5-3-3 São Paulo Futebol Clube
5-3-3 São Paulo Futebol Clube é um jogo eletrônico lançado para celulares desenvolvido pela Tectoy Digital. O título do jogo "5-3-3" representa o número de títulos consquistados pelo São Paulo Futebol Clube, sendo cinco Campeonatos Brasileiros, três Taça Libertadores da América e três títulos intercontinentais, sendo um deles o Mundial de Clubes da FIFA.
No jogo, o jogador cobra faltas e pênaltis, divididos em circuitos. Ao passar de fases, novos jogadores são desbloqueados, incluindo Richarlyson, Jorge Wagner e Rogério Ceni.